# 諸星セイラ
諸星 セイラ（もろぼし せいら、1987年8月11日 - ）は、日本のAV女優。旧芸名は百瀬 涼（ももせ りょう）。血液型はB型。Hカップ。セレクションに所属していた。

## 略歴
新潟県出身。2008年8月に、百瀬涼の名義で『奇跡の美爆乳&くびれAVデビュー Hcup97cm』でMOODYZよりAVデビュー。
2009年1月23日に、自身のブログで「諸星セイラと改名した」事を表明した。
2010年1月16日付のブログで、活動の一時休止を宣言。5月14日付のブログが、最終更新となっている。

## 出演作品
2008年
- 奇跡の美爆乳&くびれAVデビュー Hcup97cm（8月13日、MOODYZ）…デビュー作[1]
- 97cm Hcup（9月19日、OPPAI）[1]
- 淫乱BODYハードFUCK（10月13日、MOODYZ）[1]
- 108cmKcup 103cmKcup 103cmJcup 97cmHcup 史上最高の爆乳大乱交（11月22日、OPPAI）
- 奇跡のオッパイ4時間（12月1日、MOODYZ）
- 超絶品ボディSPECIAL（12月1日、MOODYZ）

2009年
- 97cmHcup 女教師（1月19日、OPPAI）[1]
- REVOLUTION 04（6月1日、EROS HEARTS）
- 敏感M 03（6月1日、ワンズファクトリー）[1]
- ボイン大好きしょう太くんのHなイタズラ（6月4日、グローリークエスト）[1]
- BOING.97 Hcup（6月5日、ドリームチケット）[1]
- 驚愕B（6月29日、光夜蝶）[1]
- E-BODY（7月13日、E-BODY）[1]
- 20センチ少年（7月15日、NON）[1]
- 中にあたるとイグッ!（8月19日、乱丸）[1]
- セイラ社長の爆乳は一見にしかず2 代表取締役はHカップ97cm（8月21日、チェリーズ）[1]
- 緊縛凌犯録 エロボディHカップ爆乳若妻（8月27日、ゲインコーポレーション）[1]
- ボイン☆ビート（9月1日、ワンズファクトリー）[1]
- 人妻倶楽部 艶尻（10月9日、映天）[1]
- 24/7【TWENTY FOUR/SEVEN】 04（10月21日、プレステージ）[1]
- 旦那の趣味で犯されて（11月5日、タカラ映像）[1]
- SODが地方で見つけた推定Gカップ!!現役体育教師を夏休みで帰省中の地元でAV出演させます!（11月5日、SOD）
- kira☆kira SPECIAL PERFECT&DYNAMITE ～巨乳GALSの宴～ (11月19日、Kira☆Kira)
- しゃぶりつきたいこの裸体 02（12月1日、プレステージ）[1]
- Wボディコンギャルズ （12月1日、MOODYZ）
- 絶対中出し出来る痴女クリニック（マルクス兄弟）
- 男女の身体が入れ替わる赤い糸6（12月19日、アイエナジー）[1]

2010年
- 麻薬捜査官 ヤク漬け膣痙攣（1月7日、アイエナジー）[1]
- EroBody セイラ 97cm Hカップ（1月28日、デジタルアーク）[1]
- 団地妻の憂い 第二十章 （2月4日、アイエナジー）[1]
- 公開連続アクメ実験ショー 第十四幕（3月18日、アイエナジー）[1]
- Working Woman’s Legs 04 大手貿易商社社長秘書（4月9日、青空ソフト）[1]
- あのスケベな巨乳お姉さんは、アイツの会社の秘書らしい。19（4月26日、WEEKENDER）[1]
- ボインボイン（11月25日、デジタルアーク）